# The Night Holds Terror
The Night Holds Terror es una película de drama y thriller estadounidense dirigida por Andrew L. Stone, con Jack Kelly, Hildy Parks, Vince Edwards y John Cassavetes en los papeles principales.

## Sinopsis
Un grupo de presos escapados de la cárcel toma a una familia como rehén ante la inminente llegada de la policía.

## Reparto
- Jack Kelly como Gene Courtier
- Hildy Parks como Doris Courtier
- Vince Edwards como Victor Gosset
- John Cassavetes como Robert Batsford
- David Cross como Luther Logan
- Eddie Marr como el capitán Cole
- Jack Kruschen como el Detective Pope
- Joyce McCluskey como Phyllis Harrison
- Jonathan Hale como Bob Henderson
- Barney Phillips como Stranske
- Roy Neal como el lector de noticias
- Joel Marston como el reportero
- Guy Kingsford como el técnico de la policía
- Stanley Andrews como Mr. Courtier (no acreditado)
- Charles Herbert como Steven Courtier (no acreditado)
- Barbara Woodell como Mrs. Osmond (no acreditado)
- William Woodson como el narrador (no acreditado)

## Recepción de la crítica
En una reseña contemporánea para The New York Times , el crítico Howard Thompson escribió: "Si 'The Night Holds Terror' de Andrew L. Stone está lejos de ser memorable, el ingenioso escritor, director y productor debe recibir luz verde brillante por lo que ha hecho. Lo que se logra en esta pequeña película compacta, económica y constantemente llena de suspense. Ciertamente, la mayoría de las cartas están en contra. La trama familiar, por ejemplo, tiene tres matones asesinos que invaden la casa de una pareja joven y simpática, con el pánico esperado y el habitual espanto. Secuestro de rehenes al final. La mayoría del elenco es completamente desconocido, excepto en la televisión. Y de principio a fin, la película sigue siendo una entrada de bajo presupuesto y con las manos desnudas. El valiente Sr. Stone simplemente se arremanga y hace el la mayor parte de lo que tiene, con sólo un par de errores."